# でらぐい
『でらぐい』は、望月和臣による日本の4コマ漫画作品。一迅社発行の『まんが4コマKINGSぱれっとLite』VOL.1よりVOL.38（最終号）まで連載。

## あらすじ
活動内容があってないようなもの、ドロシー女学院（略称:ドロンジョ）高等部に存在する謎の部活「でらぐい部」に大食いを見込まれてスカウトを受けた稲穂むすび。暴走する「でらぐい部」を舞台に炸裂する大食い青春物語。

## 登場人物
稲穂 むすび（いなほ むすび）
1年あなご組2番 でらぐい部
【身長】157cm
【体重】不明
【3サイズ】B85・W63・H90
【得意科目】歴史（時代劇好き）
【苦手科目】体育・英語
【趣味】カップラーメンのふた集め
【好きな食べ物】白米・カレー・丼物
【苦手なもの】お酒の匂い・ホラー映画
【学院内において遭遇率の高い場所】学生食堂・売店
【備考】扱う際には餌を与えるのが有効。下ネタ耐性は低いが、興味がなくはない。
ごはん大好き大食い娘。幸子にでらぐい部へ勧誘された。酒に酔うと髪の毛はぴんこしゃんこしなくなり、食欲を表すパトメーターではないかと思われている。メールの着信音は笑点。尻がでかいのと主人公なのにいまいち影が薄いのを気にしている模様。
巨乳。運動はダメ。大食いチャレンジを副業としており、食べつつ稼いでいる。
海山 幸子（うみやま さちこ）
3年カルビ組3番 でらぐい部部長
【身長】176cm
【体重】58kg
【3サイズ】不明
【得意科目】百合
【苦手科目】特になし
【趣味】108つくらい
【好きな食べ物】トースト
【苦手なもの】メイド服のむすび君が怖い
【学院内において遭遇率の高い場所】女子更衣室
学院一の変人と噂され、幼女からアノマノカリスまで萌えの対象だと周囲に豪語したり、読書感想文に「パンチラと情熱」というテーマでレポート300枚提出して先生を黙らせたらしい。同時に入学した時のIQが200以上あったという噂もある。1年時、電子工学部に在籍しており学院創立以来の天才児と呼ばれていた。
でらぐい部創設者。天才的頭脳のたいへんなへんたい。誰特もしくはうれしくない全裸などのタグがつく。ノンフライ麺横型塩派。卵かけごはんとギャルゲーには通ずる物があると熱く語りだすが、実は生卵が苦手。
幸子77の必殺技には秘技さっちんサーチ、音速ドレスアップなどがある。花粉症になった。
男の娘はついてるならダメだと譲れない線があるが、ちょんぎったらOKらしい。
山椒 こつぶ（さんしょう こつぶ）
2年じゃが組18番 でらぐい部会計
【身長】115cm
【体重】25kg
【3サイズ】B50・W48・H52
【得意科目】音楽・数学
【苦手科目】体育
【趣味】洋服集め・カバンの補充
【好きな食べ物】マヨネーズ
【苦手なもの】G（ゴキ）
【学院内において遭遇率の高い場所】校舎内をうろうろしているために捕捉は困難、時折校庭にいる姿をみかける。
【備考】カバンの総容量はおよそ50mプール1杯分とみられる。
初登場時、身長の低さからむすびに小学2年生と間違われる。4次元ポシェットと呼ばれる質量保存の法則を完全に無視したカバンを常に持ち歩いている。ただし、中身の重さは変わらない。
ノンフライ麺味噌バター派。ファザコン。
幼稚園の頃から殆ど見た目は変わっておらず、4次元ポシェットは元々幼稚園で使っていたカバン。安倍川先生からは危険人物と思われているようで、実家の喫茶店の手伝いをしているとボッタクリ茶店かカモフラ賭博場かと怪しまれた。
辛繰 迅香（からくり はやか）
3年カルビ組5番 でらぐい部副部長。※（ ）内は省エネモードの時の数値
【身長】157cm（60cm）
【体重】48kg（5kg）
【3サイズ】B不明・W58・H79
【得意科目】理系科目・生物学
【苦手科目】音楽
【趣味】図鑑を見る・駄菓子屋行脚
【好きな食べ物】お菓子全般・ジャンクフード
【苦手なもの】健康食品・からいもの・靴下
【学院内において遭遇率の高い場所】屋上・理科室
【備考】自室の休憩用エネルギー充電ポッドと壁との隙間に、物を隠す習性がある。
幸子が1年の時に作った作り出したアンドロイド、主に貧乳にこだわって造られた。省エネモードによる変形、放電、目から遠距離熱線砲、足の裏には噴射バーニアと様々な能力を持つ。幸子と同居している。
省エネモードで話す時は常に平仮名で話すが、怖い話をする時だけは漢字を使う。ただし省エネモードでは台風に風に流されて飛ばされてしまう。大きくなる場合はエネルギーを補給した時、びっくりしたりして思わず制御が解けてしまう時、幸子に攻撃を加える時の三点。
フライ麺タテ型しょうゆ派。
噴射バーニアがあるので靴下は履かず、学校外でも事あるごとに八ツ子に靴下を履かされている。得意技は打撃から関節技まで多岐にわたる。
提灯あんこ（ちょうちん あんこ）
ドロシー女学院養護教諭 でらぐい部顧問
【身長】168cm
【体重】62kg
【3サイズ】B105・W69・H90
【得意科目】保健・体育
【苦手科目】数学
【趣味】お酒を飲むこと・水泳
【好きな食べ物】酒類全般・肴・焼肉
【苦手なもの】虫全般
細かいことは気にしない大らかな人。学院に行くのを忘れて四ヶ月も無断欠勤だったが、伊勢エビを手土産にしたらあっさり学院長に許された。
土佐弁色黒、魔乳。
絹越八ツ子（きぬごし やつこ）
3年カルビ組7番 ドロシー女学院風紀委員長
【身長】163cm
【体重】55kg
【3サイズ】B92・W67・H88
【得意科目】古文・家庭科
【苦手科目】体育・地理
【趣味】ドールハウス・愛犬の散歩
【好きな食べ物】和食・水まんじゅう
【苦手なもの】ぬるぬるするもの
【学院内において遭遇率の高い場所】学院内をくまなくパトロールしているので、どこでも。
【備考】方向おんち。
実家は京都にある老舗豆腐店、パンダトレノはない。にがりという名前のたれ目がちな豆柴を飼っている。
いつもでらぐい部に振り回される大変な役。幸子により「おっぱいドリル」という渾名をつけられている。
爆乳。
幸子の全校生徒データメモによると4歳のときに初おねしょ、初恋の相手は教育番組のぬいぐるみ、趣味で集めているチルバニヤファミリーのウサたんは幼稚園からの宝物で名前はみみこ、好きな下着の色は水色らしい。
稲穂 うるち（いなほ うるち）
聖不死鳥学園3年組 相撲部主将
【身長】162cm
【体重】56kg
【3サイズ】B88・W65・H90
【得意科目】音楽・体育
【苦手科目】ルールが複雑な競技
【趣味】ぼんちパックコレクション・刑事ドラマ鑑賞
【好きな食べ物】パンやパスタの小麦系。
【苦手なもの】速い乗り物
【備考】忘れっぽいのんびりお姉ちゃん。いつでもどこでも誰にでもみんなのお姉ちゃんはマイペース。うっかり発動率と妹に負けない超胃袋。
見た目はむすびに似ていないが、初対面ででらぐい部の面々をとんこつラーメンの替え玉競争に誘うなど食に関してはむすびと同等。猫だましをされると少し前までの事を忘れてしまう。
梅柴 ゆかり（うめしば ゆかり）
1年あなご組3番 調教実習部
むすびのクラスメイトでのり子と合わせた3人は共に親友同士。おとなしい性格で、ちょくちょくクラスに出没する部長におびえ気味。むすびの揚げ物信仰を見て緑の野菜を取らそうとするダークサイドが目覚めた。
実はハーフだった。
上記の通り単行本1巻のキャラ紹介ページで調教実習部所属とされているが誤植であり実際は調理実習部所属である。本編中でネタにされている。
桃屋 のり子（ももや のりこ）
1年あなご組31番 陸上部
むすびのクラスメイトでゆかりと合わせた3人は共に親友同士。元気いっぱいの突っ込み系。以前、若本先生からしみじみ「惜しい」と呟かれたことがあるが、本人は何のことやらさっぱり判っていない。
映画館で寝る系。
若本先生（わかもと せんせい）
ドロシー女学院 熱血体育教師 彼女いない歴32年の独身
むすび達あなご組の担任で、自らをコーチと呼ばせる、80年代を愛する熱い男。努力と根性の教育方針で、本人は厳しくも暖かく生徒たちを見守れたらいいなと思っている。
常に右手で松葉杖をついているが、ケガをしているわけではない。規夫という名前でもない
スーパーΩ（オメガ）の利用者。
安倍川 家持（あべかわ いえもち）
ドロシー女学院 英語教師 32歳 独身
クールな外見と物腰で女生徒にもファン多数。実はガチムチ専のバリタチ。
女子校で女生徒たちから大人気という夢のような立場であるが、本人には悩みの種らしい。英文和訳の宿題を百合小説に改変する生徒がいるのも悩みの種。
カルシウム不足。電子工学部の顧問もしている。パパちょむに目をつける。
学食のおばちゃん（がくしょくのおばちゃん）
おなかをすかせた生徒たちのために、1人で食堂のすべてをこなす超人おばちゃん。その料理の腕は一流で、学食はいつも大繁盛。学院創立時から学食のおばちゃんをしていたらしい。
現在、学院に孫娘が通っているらしい。
むすび専用に考案されたA（アトミック）な量のA（アトミック）ランチを作れる。
新沼さん（にいぬまさん）
ハト目ハト科、性別・雄。40歳（人間換算）
迅香のバーニアによる飛翔を最初に目撃したハト。文字通り鳩が豆鉄砲をくらったような顔をした。
山椒 魚次郎（さんしょう うおじろう）
通称パパちょむ。見た目は怖いがとっても優しい、つぶのお父さん。
スキンヘッド。顔に複数の傷があるが、近所の子猫をなでようとして逆襲に遭った時の傷である。
つぶを出産後、すぐに他界した最愛の妻の夢だった小さな喫茶店「こつぶっこ」を開き、男手ひとつで愛娘を育てる。以前は北海道に住んでいたが、数年前に妻の故郷である現在地に親娘で引っ越してきた。
元軍人などの経歴はない、ファルコンと呼ばれてもいない。なお喫茶店「こつぶっこ」の可愛らしい内装は彼の趣味。花粉症。
お母さん（おかあさん）
しっかりものの、むすびとうるちのお母さん。
稲穂姉妹の人並み外れた四次元胃袋を管理する、料理の腕も相当なもの。昼間はお仕事に行ったり習い事に行ったり、家でワイドショーを見てハッピーターンを食べたりしている。
毎年、恒例の初日の出富士登山に出かける。
こつぶ親衛隊（こつぶしんえいたい）
金髪が斬木（ざんき）あげ子。黒髪が勝元（かつげん）やわ子。
つぶのクラスメートのヤンキー2人。つぶからマイルドにカツアゲしようとしたところ、逆に帝王ばりの利子をふっかけられ感服。強引に舎弟にしてもらう。ただし当の本人はめんどくさがってる。
常連さん（じょうれんさん）
パパちょむがマスターの喫茶店「こつぶっこ」のお客さんたち。
パパちょむをはじめ、全員が「商店街グラサン☆同盟」のメンバーである。角刈り（魚屋さん）、コート（営業マン）、リーゼント（大工さん）、パンチ（歯科医）。どう見えてもすねに傷を持つみなさんだがカタギである。

## 名物スポット／用語
ドロシー女学院
全国各地から集った乙女たちの園。
でらぐい部
部員数4名の活動内容はあってないような部活。
でらは「でらべっぴん」の略。
マクドなると
駅前の大手ハンバーガーチェーン店。謎の襲撃を受けて半壊した経緯があり、ライバル店GFCの仕業ではないかと火花を散らしている。
伊賀で研修を積んだと噂の店員の提供スピードは業界1位を誇る。ただしバツイチの店長の男選び同様に失敗が多い。パート店長は丼栗（どんぐり）まな子、48歳、バツイチ息子あり。
GFC（玄田ッキー フライド チキン）
ファーストフード激戦区において、秘密製法のチキンを売りに宿敵マクドなるとと日々しのぎを削りあう。
タブンカナブン
入るだけでいい気分になれる24時間営業のコンビニ。夏はアイス、冬はおでんや肉まんがドロシー女学院の生徒に大人気。
スーパーΩ（スーパーオメガ）
いつでも新鮮な食品が揃う、主婦の味方の地域密着型スーパー。営業時間中は常時数分おきに何かしらのタイムセールが行われており、店長の敏腕万能ぶりに改造人間ではないかとの噂が広まっている。
惣菜売り場ではシールを持った店員と値引きシール待ちの若本先生との間で無言の牽制バトルが繰り広げられている場合もある。
PIZA明日
30分でお届け！ という宣伝文句があるものの、たまに配達をズルける店員がいる。コラーゲンプルプルピザ、ハムコーン＆コーンピザなど種類も豊富。
デイリーヤマネザキ
パンツをはいたヤマネが目印のパン系特化型コンビニ。うるちがよくぼんちパックを購入する店。
自然公園
清清しい青空の下、厚かましい野生動物たちとの仁義なき弁当バトルが繰り広げられる危険地帯。写生していたこつぶは弁当を全て動物達に奪い取られた。

## 単行本
- 望月和臣『でらぐい』 一迅社〈4コマKINGSぱれっとコミックス〉、全3巻
  1. 2009年6月5日初版発行（2009年5月22日発売）、ISBN 978-4-7580-8043-9
  2. 2011年3月5日初版発行（2011年2月22日発売）、ISBN 978-4-7580-8110-8
  3. 2011年8月5日初版発行（2011年7月22日発売）、ISBN 978-4-7580-8132-0